# App Store (iOS)
|  | Aquest article tracta sobre la botiga d'aplicacions d'iOS. Si cerqueu la botiga d'aplicacions genèrica, vegeu «App Store». |

L'Apple App Store és una plataforma d'aplicacions de distribució digital per iOS desenvolupat i mantingut per Apple Inc El servei permet als usuaris navegar i descarregar aplicacions des de la botiga iTunes Store que s'han desenvolupat amb l'SDK de iOS publicada per Apple Inc
Depenent de l'aplicació, estan disponibles ja sigui de franc o amb un cost. Les aplicacions es poden baixar directament al dispositiu iOS, o descarregat en un ordinador personal (PC) o Mac a través d'iTunes. Aquestes aplicacions s'orienten generalment en un atribut particular de maquinari del dispositiu com els jocs de moviment es basen en els sensors de moviment del dispositiu, trucades de vídeo en línia es basa en la càmera frontal i molt més. El desenvolupament d'aplicacions per a iOS està atraient als desenvolupadors, que han trobat una manera de guanyar diners, així com la consciència de PPC i de marca. 30 per cent dels ingressos de la botiga va a Apple, i el 70 per cent es destina a la producció de l'aplicació (menys anualment USD $ 99,00 quota de desenvolupament d'Apple).
En 2021 disposava d'un catàleg de més d'un milió d'aplicacions de jocs i 3,74 milions d'aplicacions que no pertanyien als jocs disponibles. Fins al juny de 2017, s'havien baixat 180.000 milions de descàrregues d'aplicacions.